# Хоризонт на събитията
В общата теория на относителността, хоризонт на събитията е граница в пространство-времето, отвъд която събития не могат да влияят на външен наблюдател. Казано по-просто, тя се определя като обвивката на „точките след които няма връщане“, т.е. точките, при които гравитационната сила става толкова голяма, че преодоляването ѝ е невъзможно дори и за светлината. Хоризонтът на събитията обикновено се асоциира с черна дупка. Светлината, излъчена зад хоризонта на събитията, никога не може да достигне до външен наблюдател. По същия начин, всеки обект, приближаващ се към хоризонта, отвън изглежда, че се забавя и никога не преминава през хоризонта, като изображението му се измества все повече и повече към червения край на електромагнитния спектър с течение на времето. Това означава, че дължината на вълната се увеличава, докато обектът се отдалечава от наблюдателя. Пътуващият обект, обаче, не претърпява никакви странни ефекти и всъщност преминава през хоризонта за определено време.

## Хоризонт на събитията на черна дупка
| Далеч от черната дупка частицата може да се движи във всяка посока. Ограничена е единствено от скоростта на светлината.                |
| Близо до черната дупка пространство-времето започва да се изкривява.                                                                   |
| Зад хоризонта на събитията всички посоки на частицата я дърпат по-близо до центъра на черната дупка. Частицата вече не може да избяга. |

Един от най-познатите примери за хоризонт на събитията произлиза от описанието на черна дупка в общата теория на относителността – небесен обект, който е толкова масивен, че никоя съседна материя или излъчване не може да избяга от гравитационното му поле. Често това се описва като границата, при която втората космическа скорост на черната дупка е по-голяма от скоростта на светлината. Все пак, по-точно описание е, че зад този хоризонт всички светлинни траектории (траекториите, по които светлината може да се движи) са затворени така, че да падат още повече в дупката. Веднъж попаднала зад хоризонта на събитията, движението на частицата към черната дупка е толкова неизбежно, както и придвижването напред във времето и всъщност може да се разглежда точно така, в зависимост от използваната координатна система.
Повърхността на радиуса на Шварцшилд действа като хоризонт на събитията в неротационно тяло, което се побира в този радиус. Радиусът на Шварцшилд на даден обект е пропорционален на масата му. На теория, всяко количество материя би се превърнало в черна дупка, ако се свие в пространство, което се побира в съответния му радиус на Шварцшилд. За масата на Слънцето този радиус е приблизително 3 километра, а за Земята е около 9 милиметра. На практика, обаче, нито Земята, нито Слънцето имат нужната маса и следователно нужната гравитационна сила, за да преодолеят налягането на електронна и неутронна дегенерация. Минималната нужна маса за звезда, за да успее да се разпадне отвъд тези налягания, е приблизително три слънчеви маси.
Хоризонтът на събитията на черните дупки често е погрешно разбиран. Често срещана е идеята, че материята „пада“ в черната дупка. Това не е възможно. Астрономите могат само да засекат акреционния диск около черна дупка, където частиците се движат с такава скорост, че триенето създава високоенергийно излъчване, което може да бъде засечено. Така една част от материята, всъщност, излиза от черната дупка по осите на въртене на черната дупка. Освен това, външен наблюдател никога не може да види нещо да пресича хоризонта на събитията.

## Космически хоризонт на събитията
В космологията, хоризонтът на събитията на видимата вселена е най-голямото разстояние, от което светлина, излъчена в момента, може да достигне наблюдател в бъдещето. Това е различно от концепцията за хоризонт на частиците, който представлява най-голямото разстояние, от което светлина, излъчена в миналото, е можела да достигне наблюдател в дадено време. За събитията отвъд това разстояние, светлината е нямала време да достигне местоположението ни, дори да е била излъчена по време на раждането на вселената. Как се променя хоризонта на частиците с времето зависи от природата на разширение на вселената. Ако разширението има определени характеристики, има части от вселената, които никога няма да са видими, без значение колко дълго наблюдателя чака светлината да пристигне от тези региони. Границата, зад която събитията никога не могат да бъдат наблюдавани, е хоризонт на събитията и представлява максималният размер на хоризонта на частиците.
Критерият за определяне дали хоризонт на частиците съществува за вселената е както следва. Определяме едновременно движещо се разстояние {\displaystyle d_{p}} чрез
{\displaystyle d_{p}=\int _{0}^{t_{0}}{\frac {c}{a(t)}}dt\ }
В това уравнение, a е мащабният фактор, c е скоростта на светлината, а t0 е възрастта на вселената. Ако {\displaystyle d_{p}\rightarrow \infty } (т.е. сочи в произволна посока до толкова далеч, колкото може да се наблюдава), тогава не съществува хоризонт на събитията. Ако {\displaystyle d_{p}\neq \infty }, то хоризонт на събитията е налице.
Примери за космологични модели без хоризонт на събитията са вселените, където преобладава материята или излъчването. Един такъв космологичен модел е вселена, доминирана от космологичната константа.

## Привиден хоризонт на ускорена частица
Ако частица се движи с постоянна скорост в неразширяваща се вселена, свободна от гравитационни полета, всяко събитие, което се случи в тази вселена, накрая ще бъде наблюдаемо от частицата, защото конусът на светлината от тези събития ще пресече мировата линия на частицата. От друга страна, ако частицата се ускорява, в някои случаи конусът на светлината от дадено събитие никога не се пресича с мироватата линия на частицата. При тези условия присъства привиден хоризонт в отправната система на частицата, представяща границата, зад която събития не могат да се наблюдават.
Например, това се случва с равномерно ускорена частица. Пространство-времева диаграма на такава ситуация е показа на фигурата вдясно. Докато частицата се ускорява, тя се приближава, но никога не достига скоростта на светлината по отношение на първоначалната си отправна система. На пространство-времевата диаграма нейната траектория е хипербола, която асимптотично се доближава до линията на 45° (траекторията на светлинен лъч). Събитие, чийто ръб на конуса на светлината е тази асимптота или е далеч от нея, никога не може да бъде наблюдавано от ускоряващата се частица. В отправната система на частицата изглежда, че има граница зад нея, от която не може да излезе никакъв сигнал (привиден хоризонт).
Докато приближения от този тип ситуация могат да се случат в истинския свят (например в ускорителите на частици), истински хоризонт на събитията никога не присъства, тъй като това изисква частицата да бъде ускорявана безкрайно.

## Взаимодействие с хоризонта на събитията
Едно от погрешните схващания, засягащи хоризонта на събитията, особено когато се касае за черни дупки, е, че те представляват неизменна повърхност, която разрушава приближаващите ги обекти. Всъщност, всички хоризонти на събитията изглеждат, че са далеч от наблюдателя и обекти, изпратени към хоризонт на събитията, никога не изглежда, че го преминават от гледната точка на наблюдателя. Да се накара обект близо до хоризонта да стои неподвижен по отношение на наблюдателя изисква прилагането на сила, чиято големина нараства неограничено (до безкрайност) с намаляване на разстоянието.
За случая на хоризонт, възприеман от равномерно ускоряващ се наблюдател в пространството, хоризонтът изглежда, че остава на едно и също разстояние от за наблюдателя, без значение как се движат обектите около него. Променяне на ускорението на наблюдателя може да накара хоризонтът да изглежда все едно се движи или могат да го накарат да изчезне, в зависимост от избраната функция на ускорение. Наблюдателят никога не докосва хоризонта и никога не преминава през място, където го е видял да бъде.
За случая на хоризонт около черна дупка, наблюдателите, неподвижни по отношение на отдалечен обект, всички биха били съгласни относно местоположението на хоризонта. Докато изглежда, че даден наблюдател може да бъде спуснат към дупката на въже, за да докосне хоризонта, това всъщност не е възможно. Собствената дължина до хоризонта е крайна, така че нужната дължина на въжето също ще е крайна, но ако въжето се спусне бавно, собственото ускорение на точките върху въжето би доближило безкрайност, при което би се скъсало въжето. Ако въжето се спусне бързо, тогава наблюдателят накрая на въжето може да докосне и дори да премине хоризонта. Обаче, веднъж щом това се случи, краят на въжето не може повече да бъде изтеглен от хоризонта на събитията, тъй като ако въжето се дърпа, силите по въжето нарастват без граница и по някое време въжето трябва да се скъса. Освен това, скъсването не може да се случи при хоризонта на събитията, а в точка, където вторият наблюдател може да го види.
Наблюдатели, които пресичат хоризонта на събитията на черна дупка, могат да изчислят момента на пресичането му, но всъщност няма да виждат или чувстват нищо особено. Що се отнася до визуалното възприятие, наблюдатели, които преминават през дупката, възприемат черния регион, съставящ хоризонта, като лежащ на някакво разстояние под тях и никога не преживяват преминаването на този визуален хоризонт. Други обекти, влезли зад хоризонта по същия път, но по-рано, се появяват под наблюдателя, но все още над визуалното местоположение на хоризонта, а ако са влезли достатъчно скоро, могат да обменят съобщения с наблюдатели, преди да бъдат разрушени от гравитационната сингулярност. Увеличаващи се приливни сили и последен сблъсък със сингулярността на дупката са единствените локално наблюдавани ефекти.

## Отвъд общата теория на относителността
Описанието на хоризонта на събитията от общата теория на относителността се счита за непълно. Когато условията, при които възниква хоризонт на събитията, се моделират, използвайки по-разбираема картинка на това как вселената функционира, включвайки относителността и квантовата механика, хоризонтът на събитията се очаква да има свойства, които са различни от тези, предсказани само от общата относителност.
Към момента се смята, че основното въздействие на квантовите ефекти върху хоризонта на събитията е, че те имат температура и излъчване. За черните дупки това се проявява под формата на лъчение на Хокинг, а по-големият въпрос относно как черните дупки притежават температура е част от темата на термодинамиката на черната дупка. За ускоряващи се частици това се проявява под формата на ефект на Унру, който кара пространството около частица да изглежда запълнено с материя и излъчване.
Според някои теории, от гледната точка на външен наблюдател, материята, попадаща в черна дупка, стига температурно равновесие при хоризонта на събитията и се излъчва навън под формата на лъчение на Хокинг. От гледната точка на наблюдател, попадащ в черната дупка, материята продължава пътешествието си необезпокоявана през черната дупка, докато не бъде разрушена от сингулярността. Всъщност, тази теория се предполага от мащабируемите закони на струнната теория при доближаването на хоризонта на събитията.
Пълно описание на хоризонта на събитията се очаква поне да изисква теория на квантовата гравитация. Една такава кандидат-теория е М-теорията.